# 리마트콰이
리마트콰이(독일어: Limmatquai)는 스위스 취리히시의 거리이다. 이 지명은 리마트강의 이름을 따서 명명되었으며, 리마트강의 오른쪽(동쪽) 강둑을 따라 약 1km 동안 취리히 구시가지 또는 도시의 역사적 핵심을 통과한다. 거리는 한때 도로와 대중교통 모두에 중요했지만, 오늘날에는 취리히 트램과 공유되는 보행자 구역을 형성하여 취리히 호수 기슭을 순환하는 제우페란라게 산책로의 북쪽 확장을 효과적으로 형성한다.
리마트콰이의 남쪽 끝은 콰이교와 리마트강이 취리히 호수에서 흘러나오는 벨뷰 광장에 인접해 있다. 북쪽 끝은 반호프교와 중앙 광장에 있다. 콰이교와 반호프교 사이에서 강은 리마트콰이로 연결되는 4개의 다른 다리로 건너간다. 남쪽에서 북쪽으로 이들은 뮌스터교, 라트하우스교, 루돌프-브룬교 및 뮐레슈테크이다.
대부분의 거리는 강을 따라 직접 뻗어 있으며, 동쪽에만 건물이 있고 서쪽에는 강 건너편의 깨끗한 전망이 있다. 서쪽에서 거리에 접한 유일한 건물은 원래 강 안의 섬이었던 곳에 위치한 바서키르셰 교회(Wasserkirche)와 시청 및 경찰서와 함께 라트하우스교 다리 구조의 일부를 형성한다.

## 역사

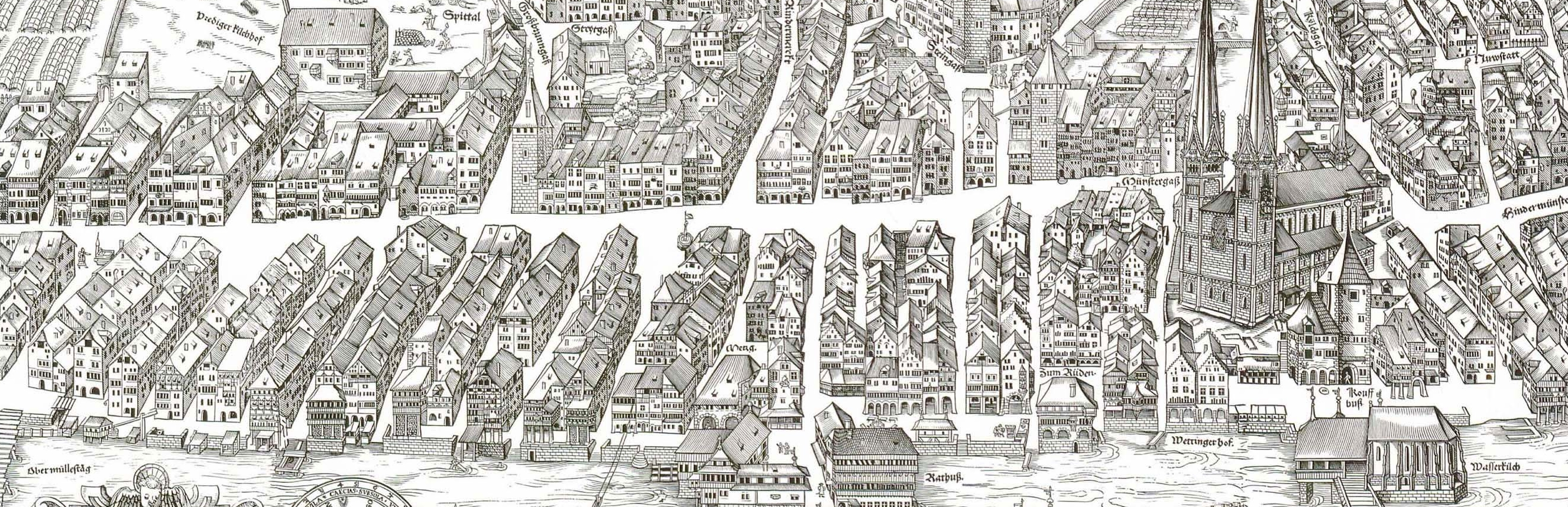
1576년 Murerplan에서 나온 지역 지도, 리마트콰이가 없다

12세기와 13세기에 리마트강의 동쪽 둑길 옆에 있는 집들은 호반에 직접 지어졌고 육지 쪽의 오버도르프 거리(Oberdorfstrasse)와 니더도르프 거리(Niederdorfstrasse)에서 접근할 수 있었다. 다음 세기에 걸쳐 리마트강은 점점 더 수로가 되었고, 리마트강의 우안 제방은 이제 원래 제방 앞에서 최대 28미터에 있음을 입증할 수 있다. 리마트콰이는 강변을 따라 조성된 도로로서 19세기부터 시작되었지만, 실제로는 여러 구간에 걸쳐 서로 다른 시간에 다른 이름으로 지어졌으며, 1933년부터 현재의 거리 전체에만 리마트콰이라는 이름이 적용되었다.

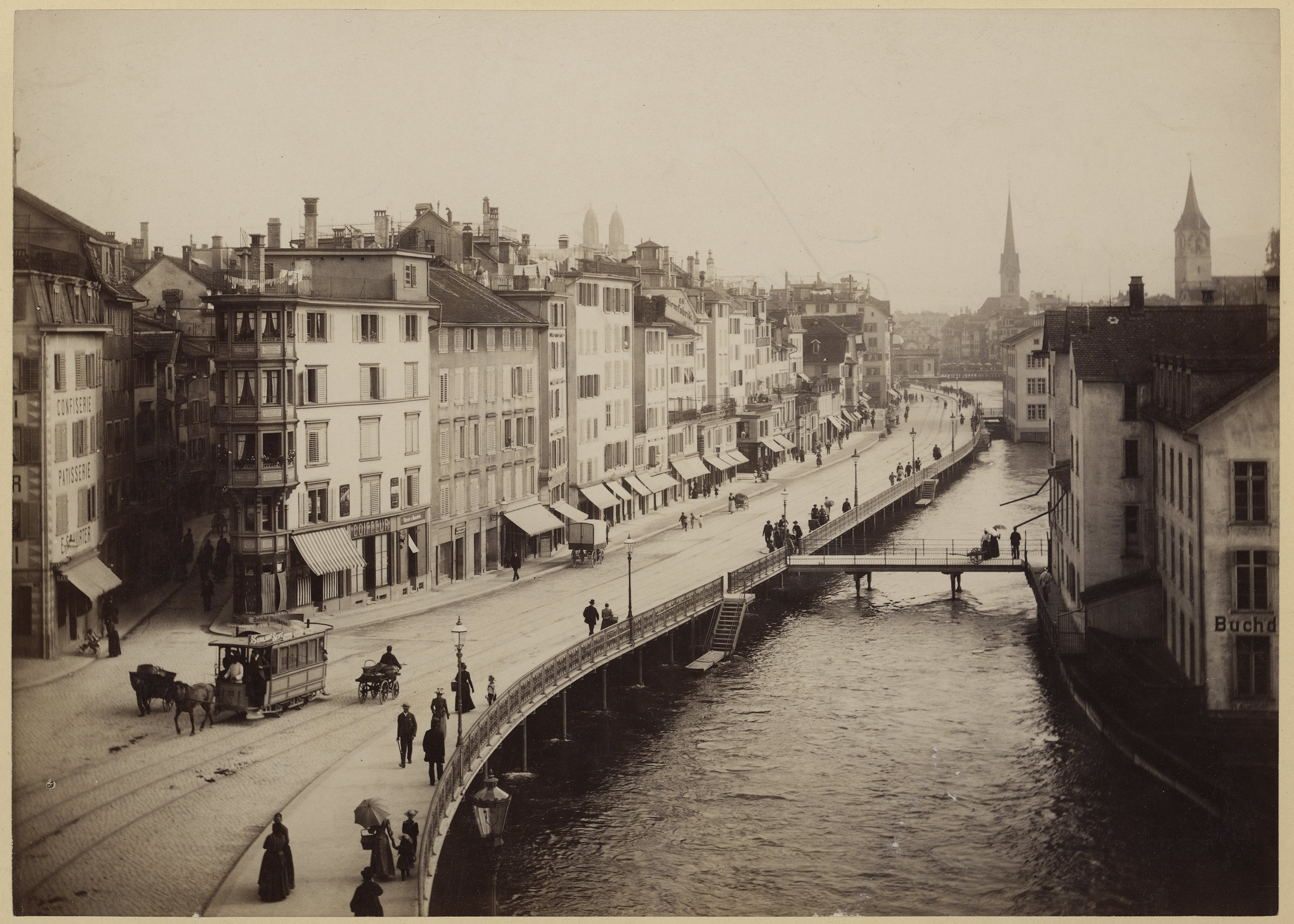
취리히 중앙광장에서 본 리마트콰이, 1880년대

시장거리(Marktgasse) 차선과 시청사의 하류 구간은 원래 마르크트스트라세 또는 알테스 리마트콰이로 알려졌으며, 1823년에서 1825년 사이에 로젠가세 남쪽으로, 1855년에서 1859년 사이에 북쪽으로 두 단계로 건설되었다. 그로스뮌스터 광장까지의 계단은 원래 라트하우스콰이로 알려졌으며, 뮌스터교와 함께 1835/36년에 지어졌다. 계단 상류 부분은 원래 조넨콰이로 알려졌으며, 1835년에서 1839년 사이에 지어졌다. 1887년에서 1891년 사이에 전체 거리가 확장되었고, 리마트콰이는 현재 모습을 취했다.

## 볼거리

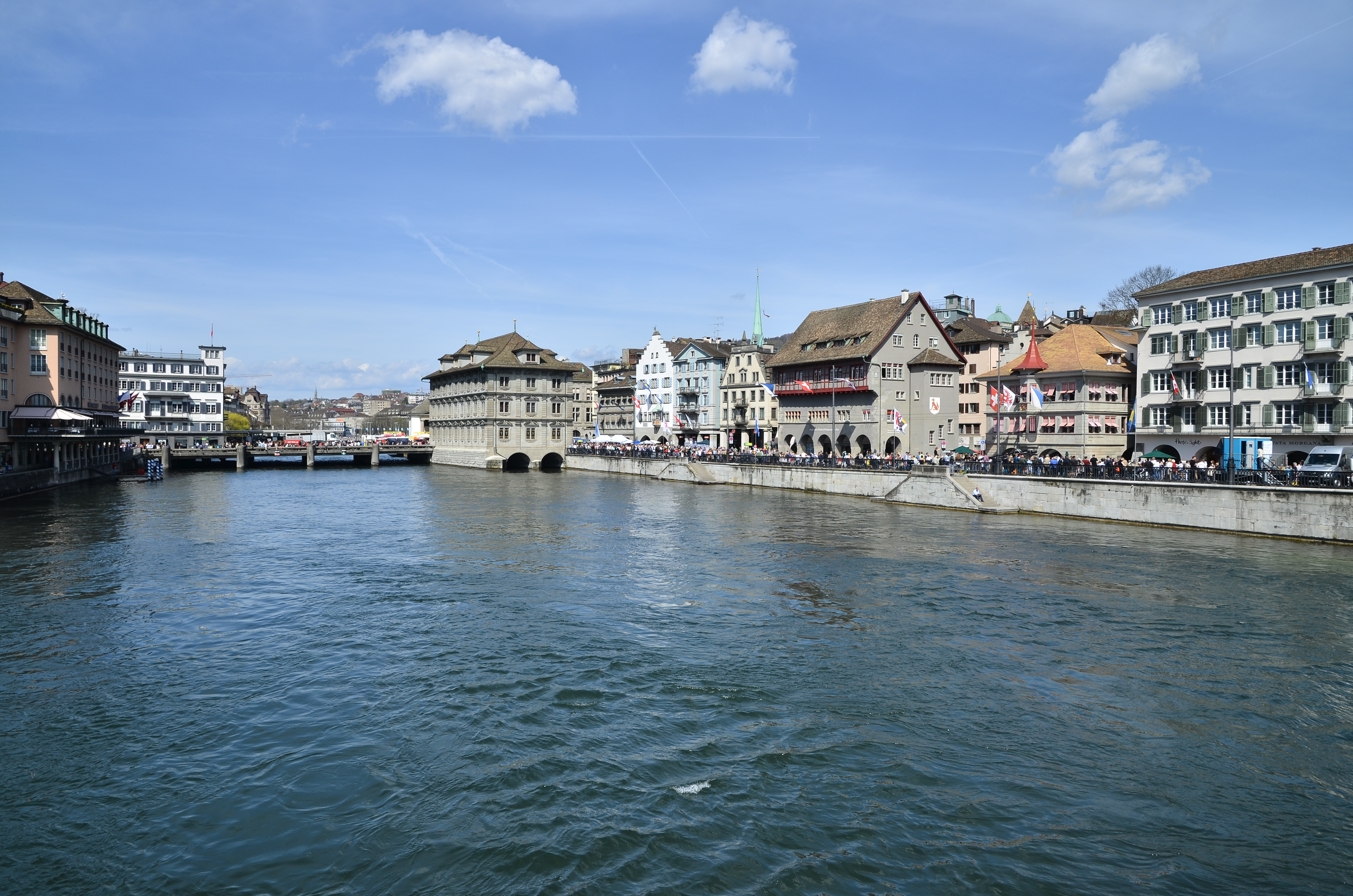
라트하우스,와 길드하우스 추어 사프란, 추어 하우에, 춤 뤼덴 그리고 추어 치머로이텐, 뮌스터교에서 본 풍경

그로스뮌스터와 바서키르셰 교회는 모두 리마트콰이에 인접해 있지만 둘 다 건축되기 이전이다. 그로스뮌스터는 동쪽의 계단 꼭대기에 있으며, 바서키르셰 교회는 거리와 연결된 이전 강 섬에 있다. 거리에서 관심을 끄는 수많은 세속 건물 중에는 하우스 춤 뤼덴, 치머로이텐, 하우에 및 사프란 길드하우스, 도시와 주 의회가 위치한 시청사(라트하우스)가 있다.

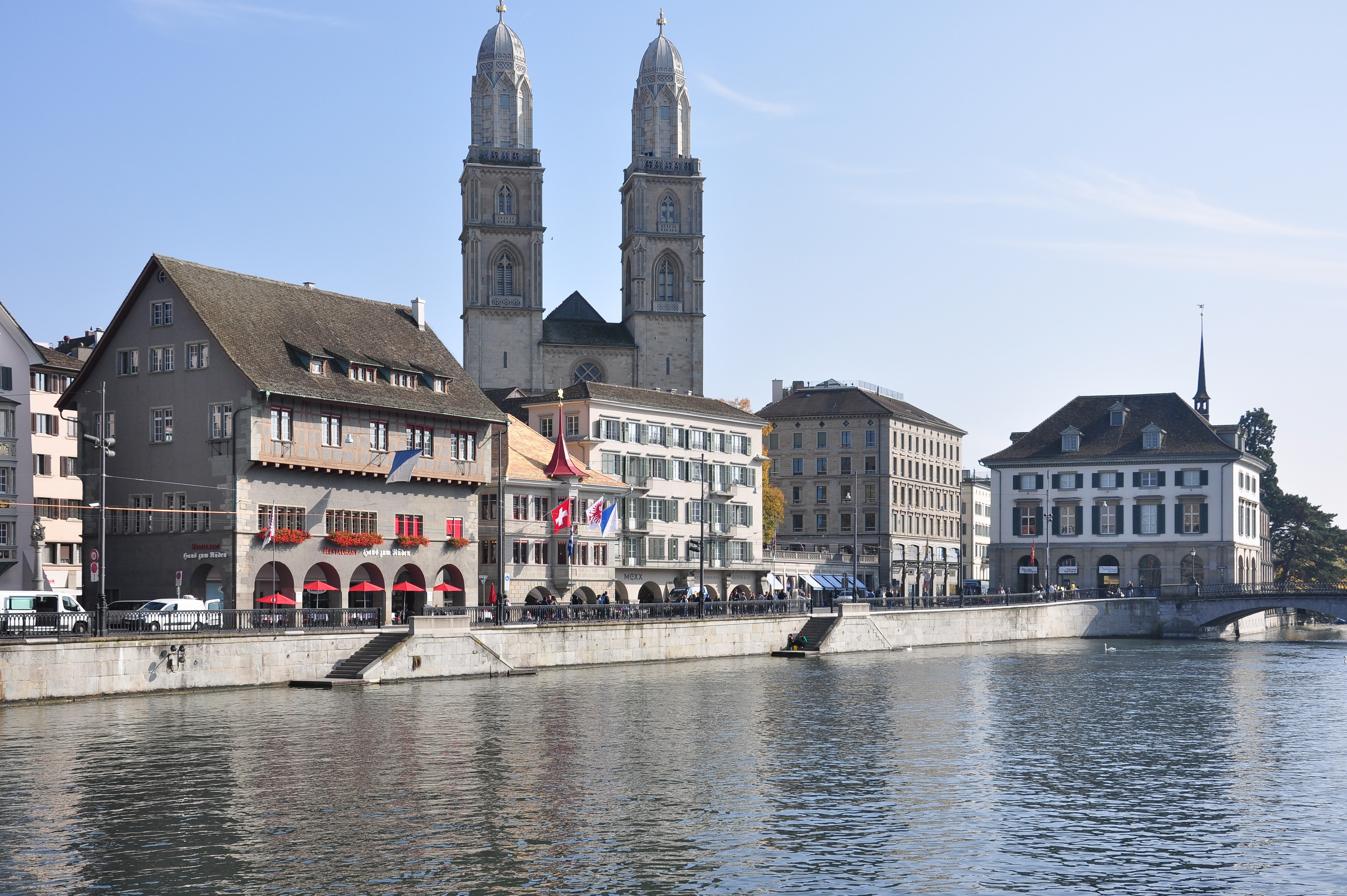
이전 라트하우스콰이 지역

리마트콰이에서 강 건너편의 전망으로는 프라우뮌스터 교회, 호텔 춤 슈토어헨, 시프페 및 린덴호프가 있다. 리마트콰이는 또한 관광객들을 위한 주요 명소 중 하나이며, 많은 작은 상점, 카페 및 레스토랑이 있다.

## 교통

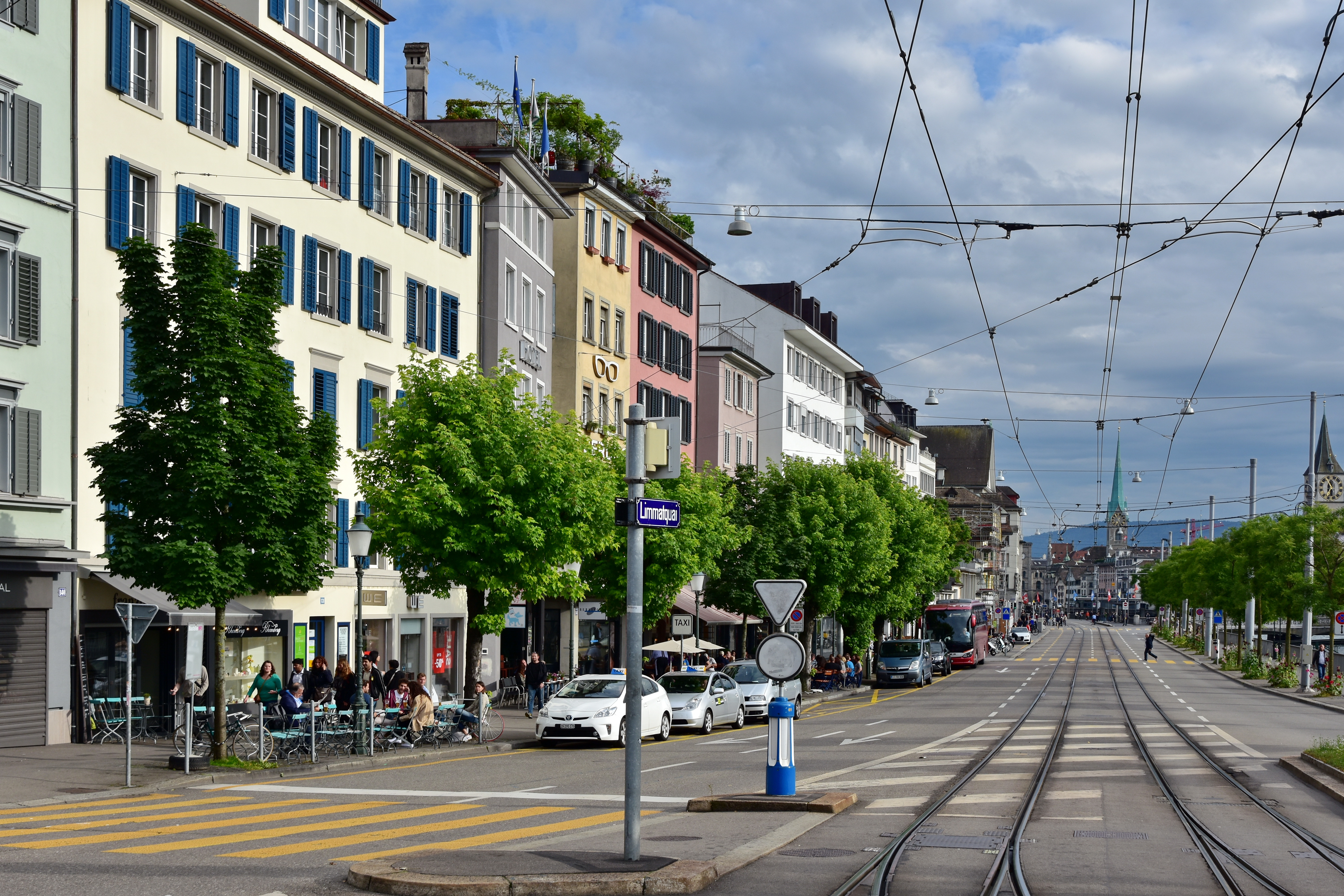
거리의 트램 트랙

취리히 트램 라인 2, 4 및 15는 벨뷰와 중앙 정류장 사이의 리마트콰이를 가로지르며, 헬름하우스, 라트하우스 및 루돌프-브룬-브뤼케의 중간 정류장을 정차한다. 취리히호 해운에서 운영하는 리마트강 투어 보트는 취리히호른과 국립박물관 사이의 경로에서 리마트콰이를 따라 중간에 선착장을 정차한다.
대부분의 개인 차량은 금지되어 있다. 이 지역은 취리히에서 가장 큰 보행자 구역이다. 2004년 9월 25일부터 상품 운송, 바인플라츠 방향 교통, 우편 배달 서비스, 의사 및 응급 서비스를 제외하고 자동차, 오토바이와 스쿠터의 운전이 금지된다. 이전 외텐바흐 수녀원 부지에 있는 중앙 및 브룬교와 우라니아스트라세(Urania Sternwarte) 사이의 개인 도로 운송은 여전히 허용된다. 우토콰이를 통한 교통 및 레미스트라세는 여전히 벨뷰 하우스 지역을 귀상장군콰이로 향하는 전환점으로 사용한다.

## 미래 개발
프로젝트 Riviera에 따르면 우토콰이, 콰이교 및 리마트콰이 사이의 해안 산책로에는 2줄의 밤나무가 심어질 것이며, 리마트강으로 가는 계단을 따라 회화나무의 세 번째 분리된 나무가 추가될 것이다. 정원 레스토랑 테라세는 재설계되고 스낵 스탠드는 유지된다. 버스와 자동차 도로 운송은 미래에 공통 선로에서 운영된다. 즉, 우토콰이의 별도 버스 차선은 폐지되지만 강변에는 양방향 자전거 도로가 추가된다.

## 문화
리마트콰이에서 가장 잘 알려진 행사는 젝세로이텐 광장으로 가는 길에 거리를 가로지르는 연례 젝세로이텐 퍼레이드이다.
가상의 2007년 스위스 미스터리 영화 마르모르아(Marmorea)는 바이네크 지역의 부르크홀츨리 요양원, 테크노파크 취리히 근처의 리마트강, 리마트콰이 산책로 및 뮌스터호프로 건너가는 뮌스터교 강에서 촬영되었다.
2014년 4월과 2015년 1월 사이에 하펜크란 또는 취리히 마리팀 프로젝트로 알려진 설치 미술 작품이 리마트콰이에 있었다. 이 설치는 드레스덴의 오래된 항구 크레인과 함께 취리히의 여러 고층 건물에 위치한 다수의 볼라드 및 포트 혼으로 구성되었다. 설치는 논란의 여지가 있으며, 대중과 취리히의 정치 체제를 양극화했다.

## 도서
재설계 전후의 리마트콰이. 2004-2005-2008년 비교에서 체류, 보행자와 자전거 교통량 이용. 취리히주 취리히시 토목 공학 및 처리 부서에서 발행 2009.